# Osterbrunnen

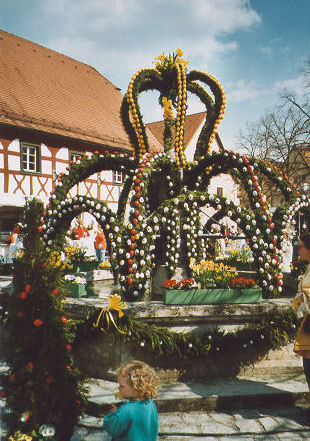
Osterbrunnen em Heiligenstadt.

Osterbrunnen ou Fontes pascoais é o costume e tradição originária em Heiligenstadt, localizada na região Fränkische Schweiz da Baviera, no sul da Alemanha de se decorar bebedouros públicos com decorações típicas, relativas à celebração da Páscoa cristã.
Em outras regiões da Europa Central decoram-se pontes, edifícios públicos, entre outros em demonstração do espírito festivo pasqualino comunal.
Nas regiões de colonização alemã, no Brasil, especialmente entre os luteranos e as pessoas bilíngues que falam a língua pomerana, como em Pomerode, Santa Catarina, na época da Páscoa são decorados ramos, galhos, ou árvores sem folhas (caducas) com ovinhos coloridos e outros enfeites multicolores para celebrar um festival que tem suas origens no paganismo da mitologia germânica pré-cristã, na qual originalmente se celebrava a deusa Eostre, ou Easter, relacionada à Primavera, a fertilidade (tendo o coelho como símbolo), e a renovação (o ovo, sendo este proveniente da referida Deusa) da vida.